# 페르도나 누에스트로스 페카도스
《페르도나 누에스트로스 페카도스》(스페인어: Perdona nuestros pecados)는 2017년 방영된 칠레의 텔레노벨라이다.